# Inspektorat Prużana Armii Krajowej
Inspektorat Prużana AK właśc. Inspektorat Północny  Armii Krajowej – terenowa struktura Okręgu Polesie Armii Krajowej.

## Struktura organizacyjna
Struktura organizacyjna podana za Atlas polskiego podziemia niepodległościowego:
- Obwód Próżana
- Obwód Wysokie Litewskie